# M'mouckbie
M'mouckbie est une localité du Cameroun située dans le département du Lebialem et la Région du Sud-Ouest. Elle fait partie de l'arrondissement d’Alou.

## Population
Lors du recensement de 2005, M'mouckbie comptait 5 080 habitants.